# Hohenpeißenberg

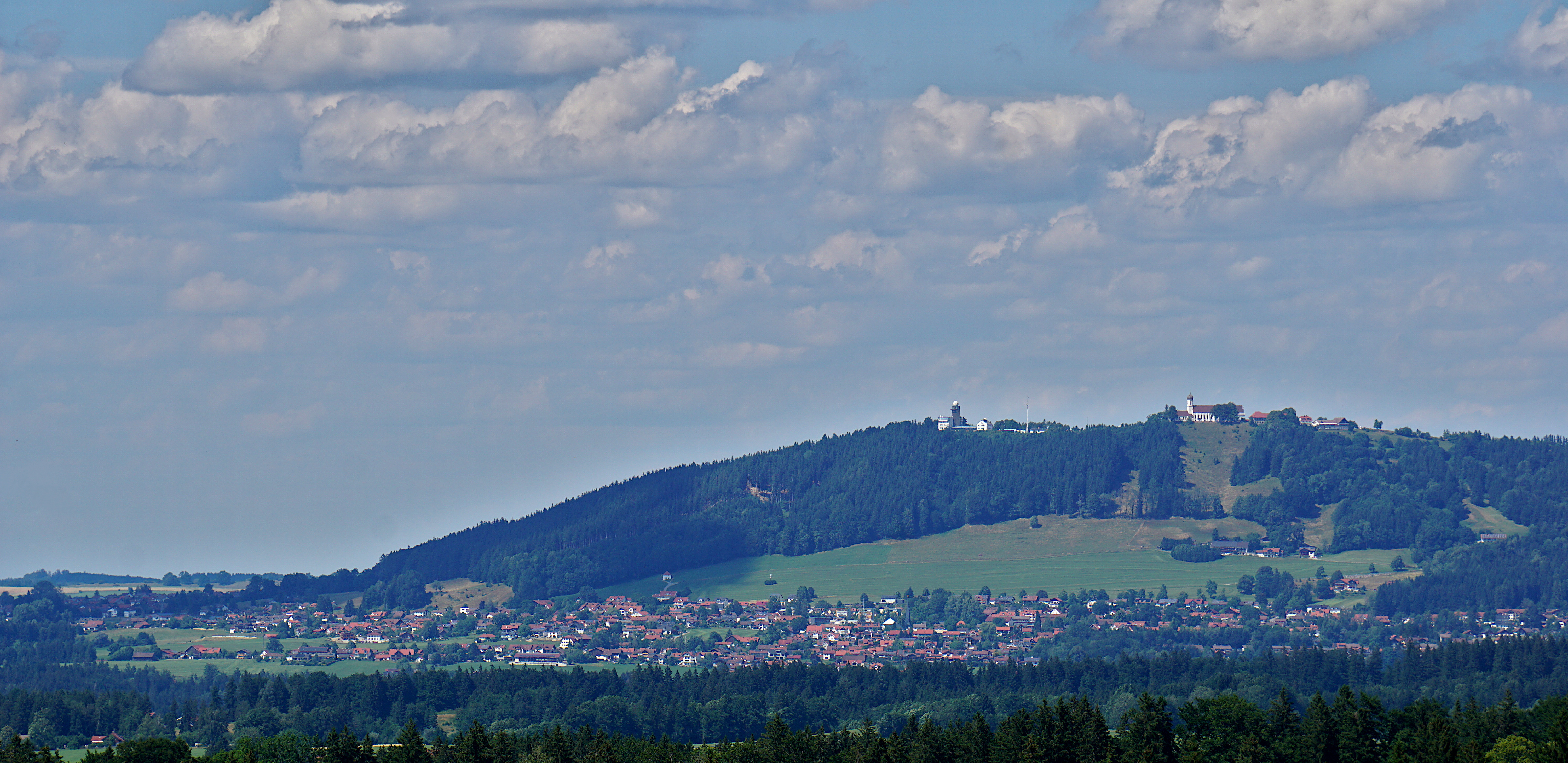
Hohenpeißenberg von Schönberg aus gesehen

Hohenpeißenberg ist eine Gemeinde im oberbayerischen Landkreis Weilheim-Schongau. Der einstige Bergbauort liegt im Zentrum des Pfaffenwinkels. Landschaftlich geprägt ist der Ort durch den annähernd 1000 Meter hohen Hohen Peißenberg, dessen Gipfel sich ziemlich zentral im Ortsgebiet befindet und einen schönen Blick auf die Alpen bietet. Die Wallfahrtskirche Mariä Himmelfahrt ist ein bekannter Pilgerort und beliebtes Ausflugsziel. Auf dem Berg befindet sich heute ein Sendeturm und ein meteorologisches Observatorium, das als die älteste Bergwetterstation der Welt gilt.

## Geographie

### Lage
Die Gemeinde liegt im bayerischen Oberland im Voralpenland. Es gibt nur die Gemarkung Hohenpeißenberg.
Höchster Punkt der Gemeinde ist der Gipfel des 988 Meter hohen Hohen Peißenbergs. Dieser wird wegen seiner überwältigenden Rundsicht auch der „Bayerische Rigi“ genannt. Er gilt als der schönste Panoramaberg Bayerns und ist ein beliebtes Ausflugsziel. Frühere Beinamen des Berges waren „mons doctus“ wegen der Gelehrsamkeit, aufgrund der dort durchgeführten meteorologischen Forschungen. Der Großteil der Einwohner wohnt auf der Südseite des Berges, ein weiterer kleinerer Teil ist auf der Westseite (Ortsteile: Hetten und Buchschorn), ein geringer Anteil der Einwohner ist auf der Nordseite und Ostseite.
Der Hauptort befindet sich am linken Ufer des Flusses Ammer. Diese fließt durch die Ammerschlucht unterhalb der Südseite des Ortes vorbei.

### Gemeindeteile
Die Gemeinde hat 17 Gemeindeteile.
| Gemeindeteil- schlüssel # | Gemeindeteil    | Typ       | Gemeindezugehörigkeit zu Beginn der Gemeindegebietsreform | Bevölkerung 27. Juni 1961 | Bevölkerung 27. Mai 1970 | Bevölkerung 25. Mai 1987 | Gebäude | Wohnungen | Koordinaten                      |
| ------------------------- | --------------- | --------- | --------------------------------------------------------- | ------------------------- | ------------------------ | ------------------------ | ------- | --------- | -------------------------------- |
| 002                       | Bärnhöhle       | Einöde    | Hohenpeißenberg                                           |                           | 11                       | 8                        | 2       | 3         | 47° 48′ 25,5″ N, 11° 0′ 55,7″ O  |
| 003                       | Bschorrwald     | Dorf      | Ammerhöfe                                                 | 70                        | 58                       | *                        | *       | *         | 47° 47′ 24″ N, 11° 1′ 2,5″ O     |
| 004                       | Buchschorn      | Dorf      | Hohenpeißenberg                                           |                           | 73                       | *                        | *       | *         | 47° 48′ 42,1″ N, 10° 59′ 44,9″ O |
| 005                       | Fuchshölle      | Weiler    | Ammerhöfe                                                 | 26                        | 14                       | 14                       | 5       | 5         | 47° 47′ 31,6″ N, 11° 1′ 38″ O    |
| 006                       | Hinterschwaig   | Weiler    | Ammerhöfe                                                 | 17                        | 17                       | 12                       | 4       | 5         | 47° 47′ 41,5″ N, 11° 1′ 56,7″ O  |
| 001                       | Hohenpeißenberg | Pfarrdorf | Hohenpeißenberg                                           |                           | 2423                     | 3072                     | 853     | 1292      | 47° 48′ 0,2″ N, 11° 0′ 0,5″ O    |
| 007                       | Krönau          | Weiler    | Hohenpeißenberg                                           |                           | 11                       | 19                       |         |           | 47° 48′ 46″ N, 11° 1′ 25,9″ O    |
| 008                       | Mitterschwaig   | Einöde    | Ammerhöfe                                                 | 13                        | 13                       | 12                       | 2       | 3         | 47° 47′ 46,7″ N, 11° 2′ 20″ O    |
| 009                       | Oberschwaig     | Einöde    | Ammerhöfe                                                 | 15                        | 15                       | 13                       | 2       | 2         | 47° 48′ 2,4″ N, 11° 2′ 7,9″ O    |
| 010                       | Obersedlhof     | Weiler    | Hohenpeißenberg                                           |                           | 53                       | 9                        |         |           | 47° 48′ 38,3″ N, 11° 0′ 47,9″ O  |
| 011                       | Pröbstelsberg   | Weiler    | Hohenpeißenberg                                           |                           | 31                       | 8                        |         |           | 47° 48′ 2″ N, 11° 1′ 19″ O       |
| 012                       | Söldei          | Einöde    | Hohenpeißenberg                                           |                           | 45                       | 8                        |         |           | 47° 48′ 38,2″ N, 11° 1′ 3″ O     |
| 013                       | Steinfall       | Dorf      | Ammerhöfe                                                 | 85                        | 70                       | *                        | *       | *         | 47° 47′ 36,2″ N, 11° 0′ 49,4″ O  |
| 014                       | Unterbau        | Siedlung  | Ammerhöfe                                                 | 100                       | 74                       | *                        | *       | *         | 47° 47′ 24,8″ N, 11° 1′ 16,6″ O  |
| 015                       | Untersedlhof    | Weiler    | Hohenpeißenberg                                           |                           | 50                       | 21                       |         |           | 47° 48′ 43,7″ N, 11° 0′ 25,6″ O  |
| 016                       | Vorderschwaig   | Weiler    | Ammerhöfe                                                 | 45                        | 23                       | 29                       | 8       | 11        | 47° 47′ 44,1″ N, 11° 2′ 37,5″ O  |
| 017                       | Wörth           | Einöde    | Ammerhöfe                                                 | 6                         | 5                        | 6                        | 2       | 3         | 47° 46′ 29″ N, 11° 2′ 6″ O       |

Es gibt nur die Gemarkung Hohenpeißenberg.

### Nachbargemeinden
Nachbargemeinden sind Peiting (westlich), Peißenberg (östlich), Wessobrunn (nördlich) und jenseits der Schnalz im Süden liegt Böbing.

## Geschichte
1514 erbauten Anwohner auf dem Hohen Peißenberg eine Kapelle. Aus der Schlosskapelle Schongau ließ ein herzoglicher Pfleger eine geschnitzte Muttergottesfigur dorthin bringen. Diese Figur gewann schnell den Ruf eines Gnadenbildes, eine Wallfahrt entwickelte sich. Zu Beginn des 17. Jahrhunderts wurde deswegen eine zweite Kirche (die Wallfahrtskirche) angebaut, wodurch die jetzige Doppelkirche entstand. Die Kapelle liegt westlich des Kirchturms, die Wallfahrtskirche selbst östlich davon. Das Ensemble verleiht dem Gipfel des Berges seine typische Silhouette.

### Zeit der Augustinerchorherren
Augustinerchorherren des Klosters Rottenbuch betreuten die Wallfahrt auf den Berg seit 1604 bis zur Säkularisation (Enteignung der Klöster) 1803. Von 1615 bis 1619 ließ Propst Georg Siesmair eine neue Wallfahrtskirche erbauen, weil die alte zu klein geworden war. Während des spanischen Erbfolgekrieges musste das Gnadenbild nach München fliehen und kehrte 1705 auf den Hohenpeißenberg zurück. In der Folge wurden neue Altäre erbaut und die Wallfahrtskirche im Rokoko-Stil ausgeschmückt. Das große Deckenfresko von Matthäus Günther in der Gnadenkapelle auf dem Berg stellt die Übergabe der Wallfahrtsstätte an das Kloster Rottenbuch dar. Die Augustiner führten auch erste meteorologische Beobachtungen durch. Seit 1781 bestehen praktisch ununterbrochene meteorologische Beobachtungsreihen, wodurch sie zur ältesten Bergwetterstation der Welt wurde. Nach der Säkularisation führten zunächst der Pfarrer und der Schullehrer die Messungen und Aufzeichnungen fort, und nach dem Zweiten Weltkrieg übernahm der Deutsche Wetterdienst die Wetterbeobachtungen. Die Mönche betrieben auch eine Schule auf dem Berg, die Volksschule wurde durch den Augustiner-Chorherrn Primus Koch (1752–1812) gegründet. Im April 1802 begann der Unterricht.
Im Zuge der Verwaltungsreformen in Bayern entstand mit dem Gemeindeedikt von 1818 die heutige Gemeinde. Zuvor gehörte das Ortsgebiet zu Peiting. Hohenpeißenberg gehörte zum Rentamt München und zum Landgericht Schongau des Kurfürstentums Bayern.
Der erste Bauabschnitt des alten, ehemaligen Schulgebäudes auf dem Berg wurde – nach der Zeit der Mönche – von 1882 bis 1883 gebaut.

### Bergbau
Nachdem bereits im 16. Jahrhundert Anwohner die lokalen Pechkohlenvorkommen entdeckten, gab es zunächst vereinzelt Bergbauaktivitäten in geringerem Umfang. Am 8. Mai 1837 begann der staatliche Bergbau mit dem Anschlag des Hauptstollens im Ortsteil Brandach. Es gibt bzw. gab im Ortsgebiet einige alte Stollen, im Hauptstollen gibt es inzwischen mehrmals im Jahr Führungen. Ab 1. Juli 1889 wurden die Unterbauschächte abgeteuft. Um Kohle vom Unterbauschacht zum Tiefstollen in Peißenberg transportieren zu können, gab es von 1898 bis 1928 eine 3,6 km lange Seilbahn. Von 1937 bis 1939 wurde der Wetterschacht am Bahnhof in Hohenpeißenberg abgeteuft, er war ab Mitte Oktober 1960 mit 1150 Meter Teufe tiefster Schacht Bayerns. Es gab außerdem einen Wetterschacht im Klausen. Den Abbau in der Peißenberger Mulde stellte die BHS 1968 zunächst in Peiting und dann 1971 in Peißenberg ein. Die Schließung des Peißenberger Bergwerks bedeutete das Ende des Kohlenabbaus am Hohen Peißenberg.
Bis 1972 verlief durch das jetzige Ortsgebiet die Landkreisgrenze der ehemaligen Landkreise Schongau und Weilheim. Jetzt liegt der Ort im Zentrum des neuen Landkreises Weilheim-Schongau.

### Eingemeindungen
Im Zuge der Gebietsreform in Bayern wurden am 1. Januar 1978 Gebietsteile der aufgelösten Gemeinde Ammerhöfe eingegliedert. Östliche Gemeindeteile waren zuvor Ammerhöfer Gebiet.

### Einwohnerentwicklung
Zwischen 1988 und 2018 wuchs die Gemeinde von 3265 auf 3855 um 590 Einwohner bzw. um 18,1 %.
| Jahr          | 1840 | 1871 | 1900 | 1925 | 1939 | 1950 | 1961 | 1970 | 1987 | 1991 | 1995 | 2000 | 2005 | 2010 | 2015 |
| Einwohnerzahl | 374  | 646  | 1077 | 2103 | 2357 | 3575 | 3254 | 2986 | 3231 | 3617 | 3935 | 3984 | 3977 | 3813 | 3769 |

## Religion
Der Großteil der Bevölkerung ist katholisch; bei der letzten Volkszählung im Jahr 1987 waren 85,1 Prozent römisch-katholisch und 10,7 Prozent evangelisch. Die ehemals eigenständige katholische Pfarrei wurde wegen des Priestermangels vor ein paar Jahren mit der Peitinger Pfarrei vereinigt. Inzwischen gibt es wieder einen Priester, der im Ort wohnt.

## Dialekt
Im Ort wird nicht überall gleichermaßen ein typisches Bairisch wie in weiten Teilen Ober- und Niederbayerns gesprochen, insbesondere auf der Nordseite des Berges ist noch eine leichte Einfärbung des Lechrainer Dialekts bemerkbar, welcher bairische und alemannische Sprachelemente verbindet und charakteristisch für das Gebiet des sogenannten Lechrains ist. Im westlich gelegenen, historisch zusammengehörenden Nachbarort Peiting wird der Einfluss des alemannischen Dialekts schon deutlicher. Historisch geht dies auf die Zeit nach dem Rückzug der Römer zurück, da durch diesen ein Übergangsgebiet zwischen Alemannen und Bajuwaren entstand.

## Politik

### Bürgermeister

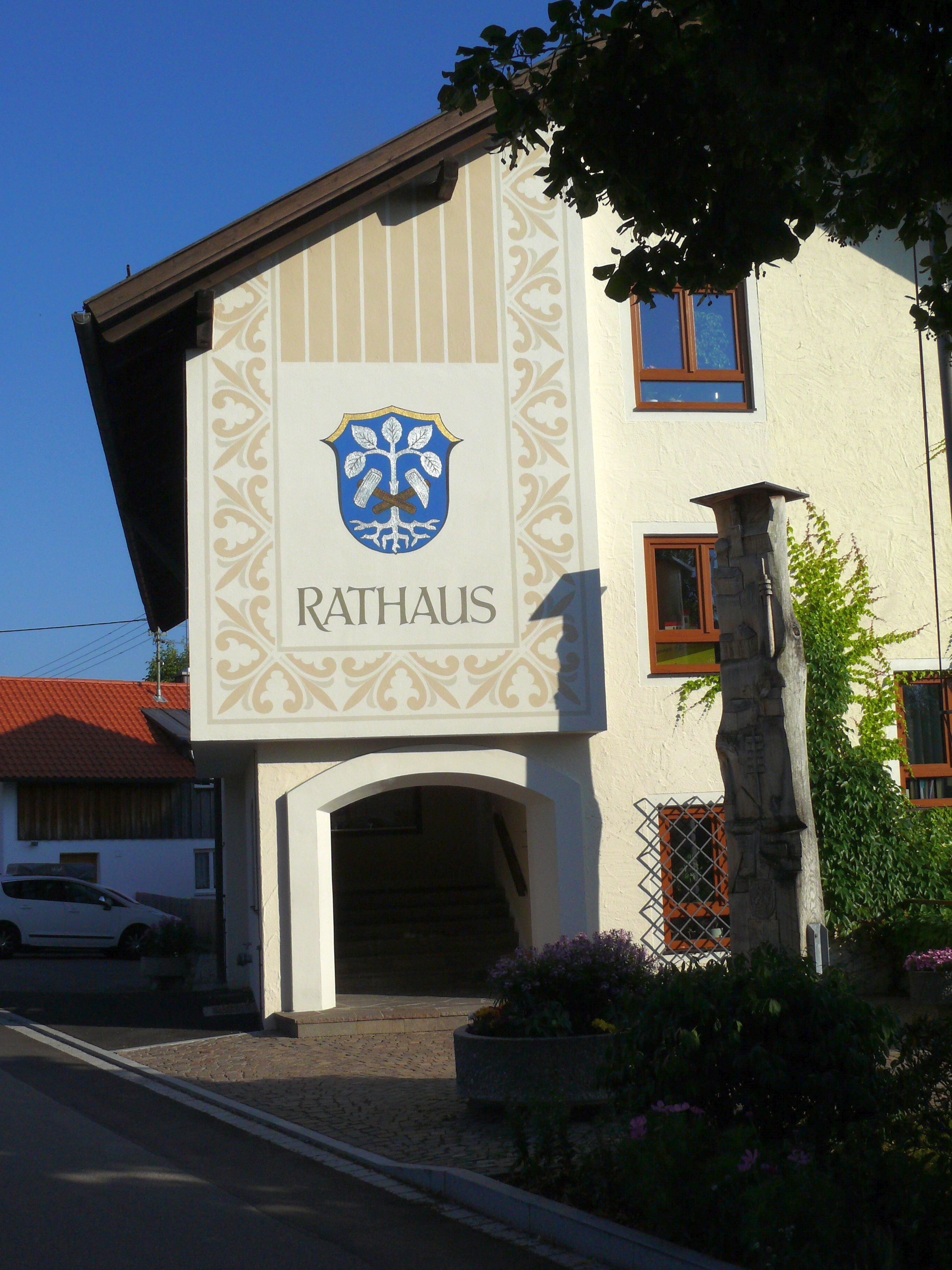
Rathaus

| Amtszeit  | Bürgermeister | Partei    | Sonstiges |
| --------- | ------------- | --------- | --- |
| 1948–1960 | Konrad Heiß   | SPD       | Konrad Heiß war der erste gewählte Bürgermeister nach dem Zweiten Weltkrieg in der damals noch voll vom Bergbau geprägten Ortschaft. Er war zwei Wahlperioden lang Bürgermeister in Hohenpeißenberg und trat aus Altersgründen nicht mehr an.                                                                                   |
| 1960–1978 | Ludwig Regau  | SPD       | |
| 1978–2008 | Karl Graf     | CSU       | |
| seit 2008 | Thomas Dorsch | Parteilos | Thomas Dorsch (* 1971) war bereits seit 1989 in verschiedenen Verwaltungsbereichen in der Gemeindeverwaltung beruflich tätig. Seit 2004 war er Gemeindekämmerer und seit 2005 übernahm er zusätzliche Aufgaben des Geschäftsleiters. Er war auch schon seit vielen Jahren für die katholische Pfarrgemeinde ehrenamtlich tätig. |

### Gemeinderat
| Partei/Liste    | 2020    | 2020    | 2014   | 2014   | 2008   | 2008   | 2002   | 2002   |
| Partei/Liste    | %       | Sitze   | %      | Sitze  | %      | Sitze  | %      | Sitze  |
| --------------- | ------- | ------- | ------ | ------ | ------ | ------ | ------ | ------ |
| CSU             | 49,57   | 8       | 51,3   | 8      | 43,6   | 7      | 49,4   | 8      |
| SPD             | 17,26   | 3       | 18,5   | 3      | 17,3   | 3      | 30,6   | 5      |
| Freie Wähler    | 22,32   | 3       | 19,2   | 3      | 21,3   | 3      | 20,0   | 3      |
| Aufwind e. V.   | 10,84   | 2       | 11     | 2      | 17,8   | 3      | –      | –      |
| Gesamt          | 100     | 16      | 100    | 16     | 100    | 16     | 100    | 16     |
| Wahlbeteiligung | 64,47 % | 64,47 % | 60,9 % | 60,9 % | 75,5 % | 75,5 % | 72,2 % | 72,2 % |

### Gemeindesteuern
Die Gemeindesteuereinnahmen betrugen im Jahr 2011 2.585.000 €, davon betrugen die Gewerbesteuereinnahmen (netto) 688.000 €.

### Wappen
| | Blasonierung: „In Blau eine bewurzelte Buche, belegt mit einem silbernen Hammer und einem silbernen Bergmannsschlägel an goldenen Griffen in schräger Kreuzung.“ |
| Wappenbegründung: Die bewurzelte Buche wurde aus dem Wappen des Augustinerchorherrenstifts Rottenbuch übernommen, mit dem der Ort und die Wallfahrt Hohenpeißenberg bis zur Säkularisation 1803 eng verbunden war. Das Kloster war der wichtigste Grundherr und hatte seit mindestens 1516 eine Kapelle, später ein Hospiz und seit 1772 eine berühmte Sternwarte auf dem Hohen Peißenberg. 1780 wurde die Sternwarte zum ersten meteorologischen Observatorium auf der Welt ausgebaut. Hammer und Schlägel sind die heraldischen Symbole für Bergbau und erinnern an den seit 1837 intensiver betriebenen staatlichen Kohlebergbau am Peißenberg. Die Grubenverwaltung befand sich bis 1876 in Hohenpeißenberg, danach in Peißenberg. Der Bergbau erlebte in den 1960er-Jahren seine größte Blüte, wurde aber 1971 wegen Unrentabilität eingestellt. In der Tingierung des Gemeindewappens werden die bayerischen Landesfarben Weiß (Silber) und Blau aufgenommen. Dieses Wappen wird seit 1951 geführt. | |

## Wirtschaft und Infrastruktur

### Öffentliche Einrichtungen
- Primus-Koch-Volksschule Hohenpeißenberg (Grundschule), das neue Schulgebäude wird seit dem Schuljahr 1969/70 genutzt
- Kindergärten:
  - Katholischer Kindergarten bei der Pfarrkirche, seit 1974
  - Kindergarten am Schächen, seit 2024
  - Gemeindlicher Kindergarten im Gemeindeteil Hetten, seit 1993
- „Haus der Vereine“ im Hetten, seit 1990
- Katholische öffentliche Bücherei im Pfarrhof

### Freizeit- und Sportanlagen
- Turnhalle auf dem Schulgelände
- Zwei Fußballplätze:
  - Fußballplatz mit Bolzplatz beim Vereinsheim des TSV Hohenpeißenberg
  - Fußballplatz bei der Rigi-Alm
- Tennisplätze bei der Rigi-Alm
- Badeweiher im Gemeindeteil Hetten, seit etwa 2014

Eishockey:
Von 1954 bis 1978 gab es beim TSV Hohenpeißenberg auch eine erfolgreiche Eishockeyabteilung, die am Spielbetrieb des BEV teilnahm. Die größten Erfolge waren die Bayerische Landesliga-Meisterschaft 1976 und der damit verbundene Aufstieg in die Bayernliga. In der Zeit davor spielte die Mannschaft des TSV bis 1968 einige Jahre in der viertklassigen BLL. Quelle: rodi-db.de

### Verkehr

#### Straßenverkehr
Durch den südlichen Teil des Ortes verläuft die B 472, die von Irschenberg nach Marktoberdorf führt. Die Fernverkehrsstraße verlief in früheren Jahrhunderten im Wesentlichen auf der Trasse der heutigen Kreisstraße WM 13 auf der Nordseite des Hohen Peißenberges und wurde hauptsächlich für den Salztransport gebraucht. Diese ehemalige Salzstraße benützte auch König Ludwig II., wenn er vom damaligen Endpunkt der Bahn in Peißenberg von München nach Hohenschwangau zu den beiden Schlössern reiste. Diese Salzstraße führte vom Berchtesgadener Land ins Allgäu. Die „Untere Salzstraße“ lief auch durch Huglfing, Peißenberg, Peiting und Schongau. 1889 wurde die neue Staatsstraße, die gleichzeitig die jetzige Hauptstraße ist, auf der Südseite des Berges eröffnet.
Von 2009 bis 2017 war eine 5,5 Kilometer lange Trasse der Umgehungsstraße am südlichen Ortsrand im Bau, die am 18. Dezember 2017 eröffnet wurde. Diese ist das letzte Teilstück der gemeinsamen Neubaustrecke der B 17 und B 472 mit Umfahrungen von Schongau, Peiting, Hohenpeißenberg und Peißenberg.

#### Schienenverkehr
Ebenfalls auf der Südseite des Hohen Peißenbergs befindet sich ein kleiner Bahnhof an der Bahnstrecke Schongau–Peißenberg. Auf dieser Strecke verkehren im Stundentakt Dieseltriebwagen der Bayerischen Regiobahn. Ursprünglich war es der Wunsch der Gemeinde Hohenpeißenberg, den Bahnhof am Schächen zu bauen, was wegen der zu starken Steigung von Peißenberg aus nicht möglich gewesen wäre. Deswegen wurde der Bahnhof an einer tiefergelegenen, weiter südlichen Stelle gebaut. Ab 1937 hatte der Wetterschacht am Bahnhof einen eigenen Gleisanschluss. Außerdem gab es am Bahnhof bis in die 1950er Jahre eine Lagerhalle an einem Stumpfgleis. Das Ladegleis befand sich dort noch bis Ende der 1970er Jahre und bis in die 1990er Jahre war ein Kreuzungsgleis vorhanden, bis in diese Zeit trafen sich die beiden Züge aus Weilheim bzw. Schongau in Hohenpeißenberg. Jetzt treffen die jeweiligen Zugpaare in Peißenberg aufeinander. Das eigentliche Bahnhofsgebäude besaß früher eine Laderampe mit Lagerraum. Später veränderte sich das Aussehen des Gebäudes durch einen Umbau, wobei die Laderampe wegfiel. Heute ist an der Stelle ein überdachtes Unterstandshäuschen und ein Parkplatz.

## Kultur und Sehenswürdigkeiten

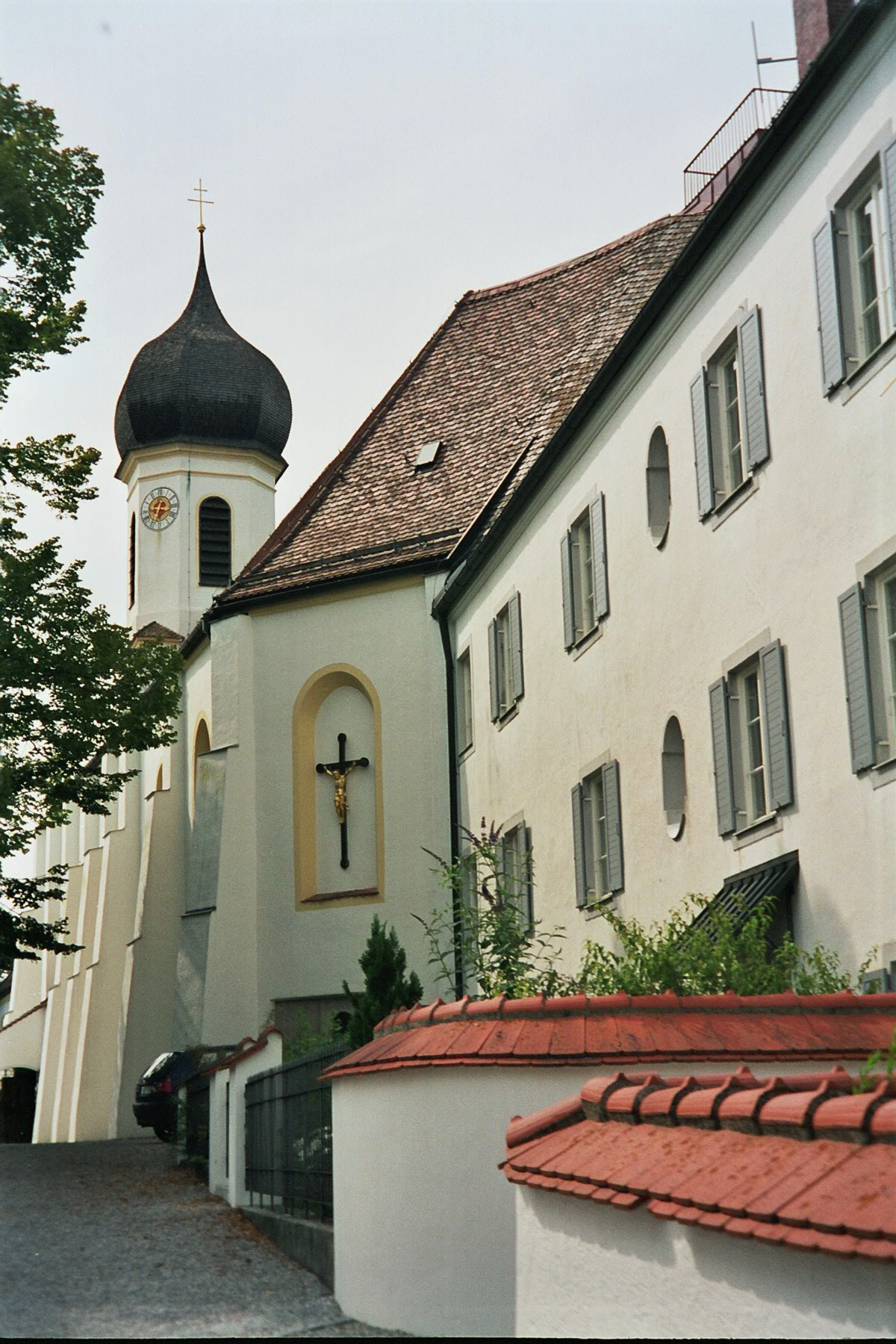
Wallfahrtskirche

### Museen
- Schatzkammer vom Hohenpeißenberg, das höchstgelegene Museum (988 m) im Pfaffenwinkel.

### Bauwerke
- Fernsehturm Hohenpeißenberg, erbaut 1978 mit 158,76 m Höhe.
- Meteorologisches Observatorium mit seit dem 1. Januar 1781 bis heute geführten meteorologischen Beobachtungen, die damit die älteste Bergwetterstation der Welt ist.

#### Kirchen
- Wallfahrtskapelle und Wallfahrtskirche „Mariä Himmelfahrt“ mit Rokokofresken (1748) von Matthäus Günther, 1514 resp. Anfang 17. Jahrhundert auf dem Hohen Peißenberg erbaut.[29]
- Die Pfarrkirche „Auferstehung des Herrn“ mit Grundsteinlegung im Jahr 1960 im Ortskern auf der Südseite des Berges. Die Weihe fand am 29. Oktober 1961 durch den damaligen Erzbischof Kardinal Julius Döpfner statt.[30]
- Kleine evangelisch-lutherische Gustav-Adolf-Kirche bei der Kreuzstraße, Ecke Sonnenstraße; erbaut 1951[31]

#### Kapellen
- Hettenkapelle
- Kleine Kapelle im Buchschorn
- Barbara-Kapelle im Hohenbrand

### Regelmäßige Veranstaltungen
Jedes Jahr im Sommer findet eine Trachtenwallfahrt, die Bergstraße entlang hinauf zur Wallfahrtskirche, statt.

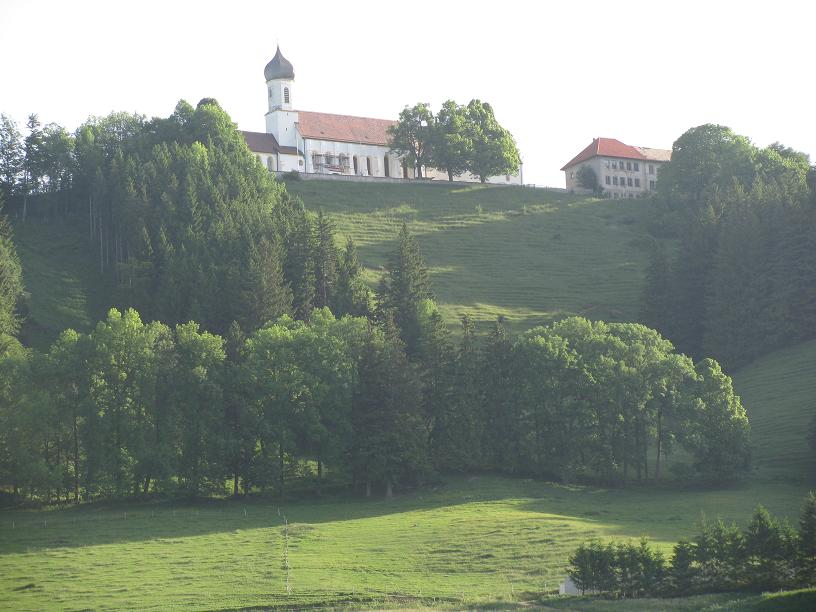
Der Gipfel des Hohen Peißenbergs mit der Wallfahrtskirche
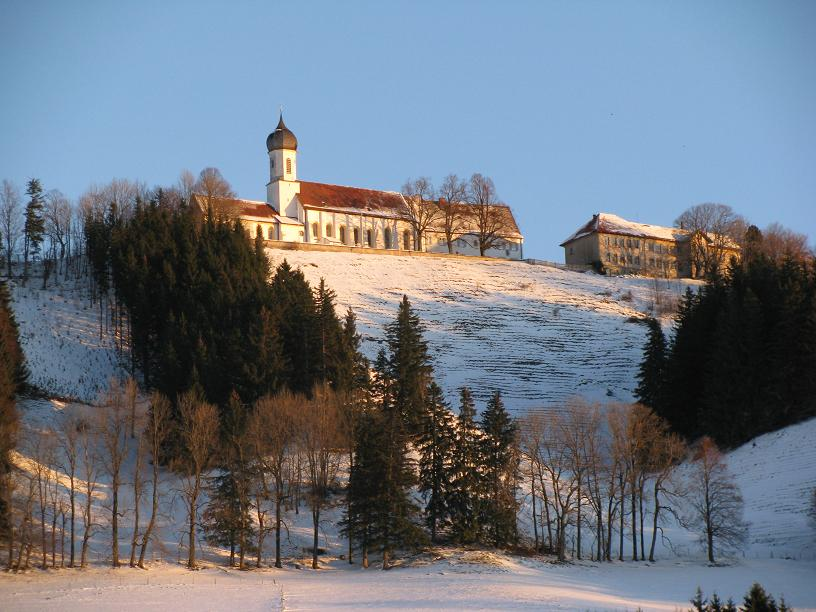
Winteransicht des Berges
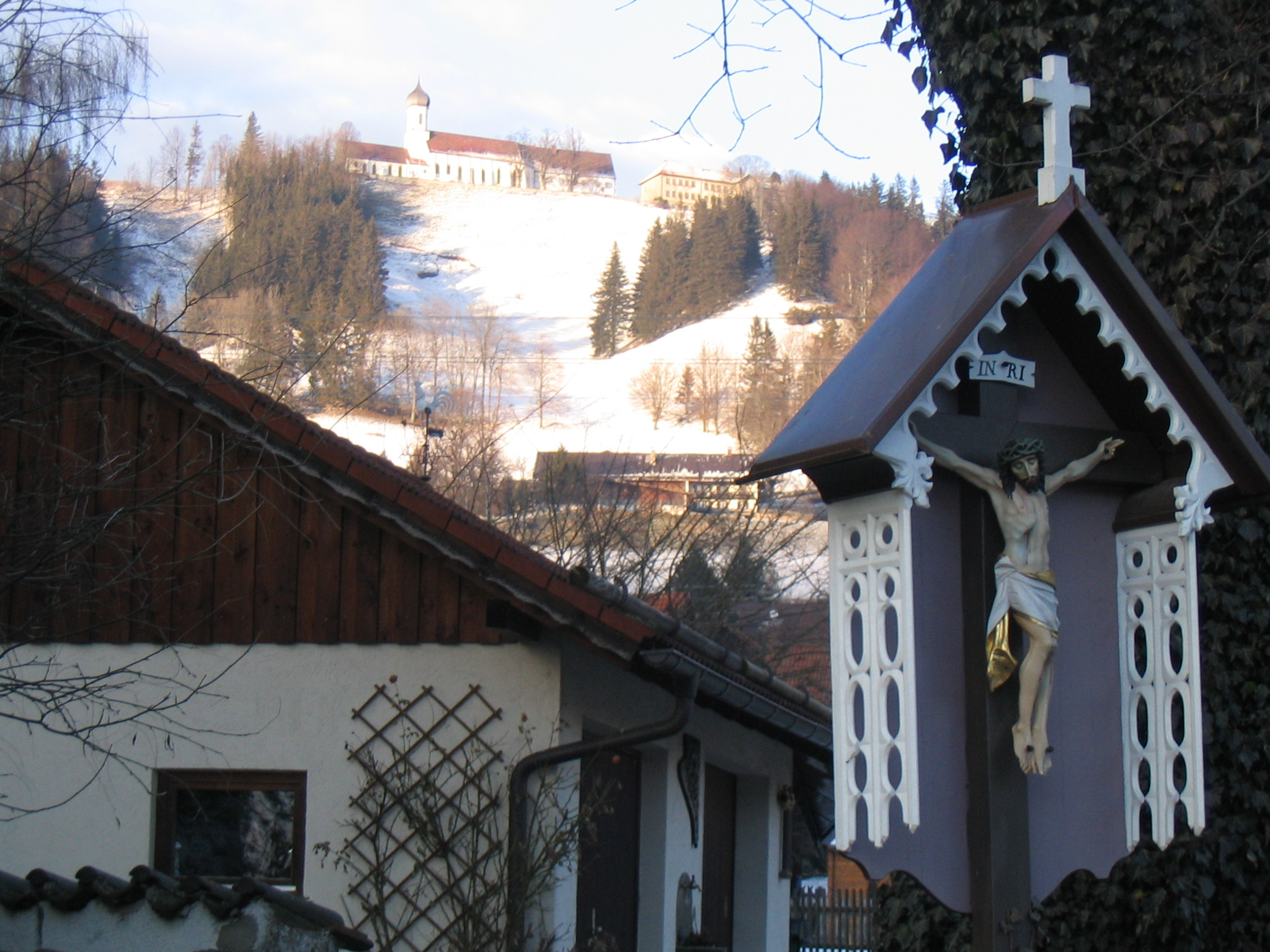
Hohenpeißenberg (Südseite) mit Gipfel des Hohen Peißenbergs von der Kreuzstraße aus
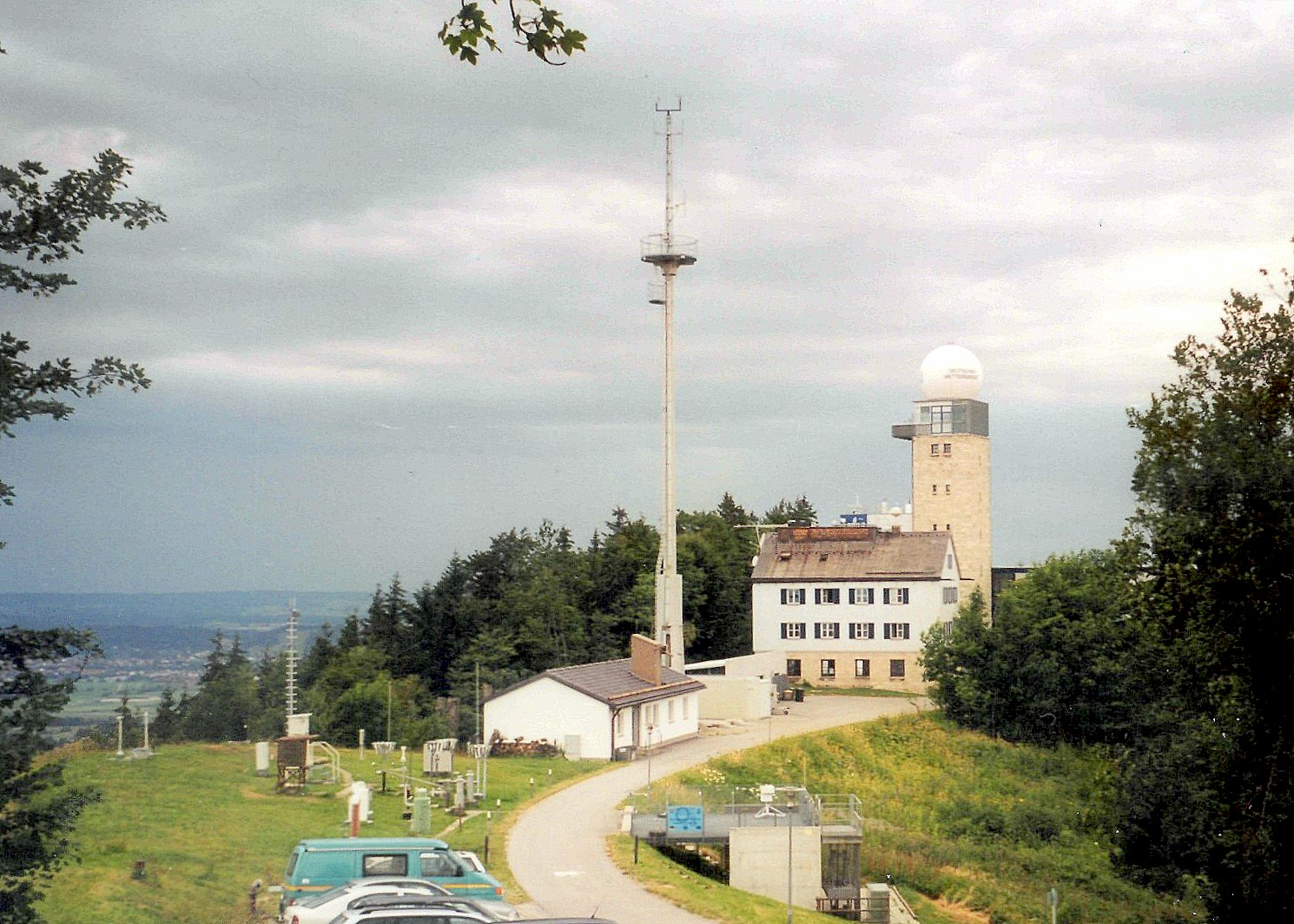
Meteorologisches Observatorium
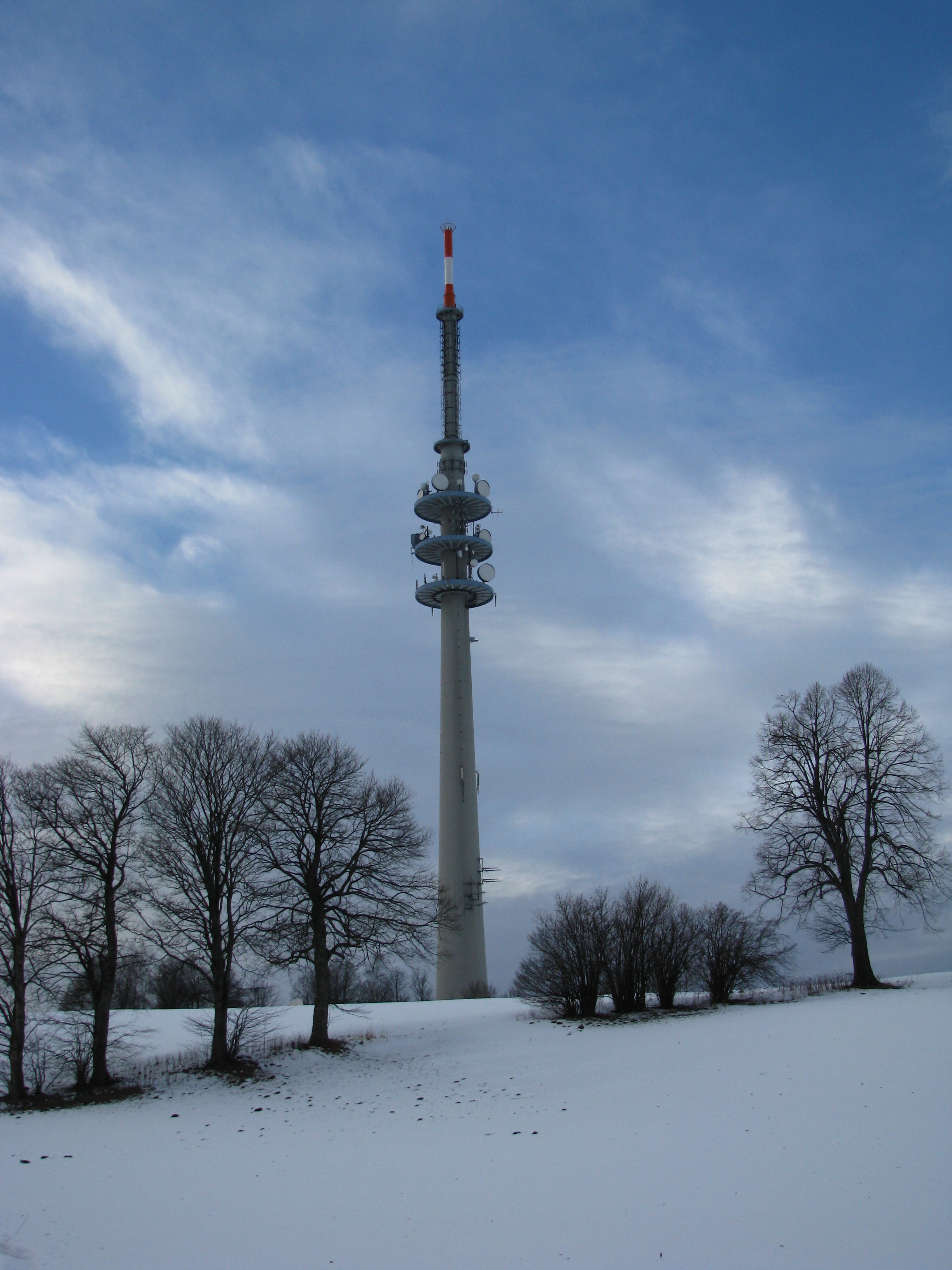
Fernsehturm
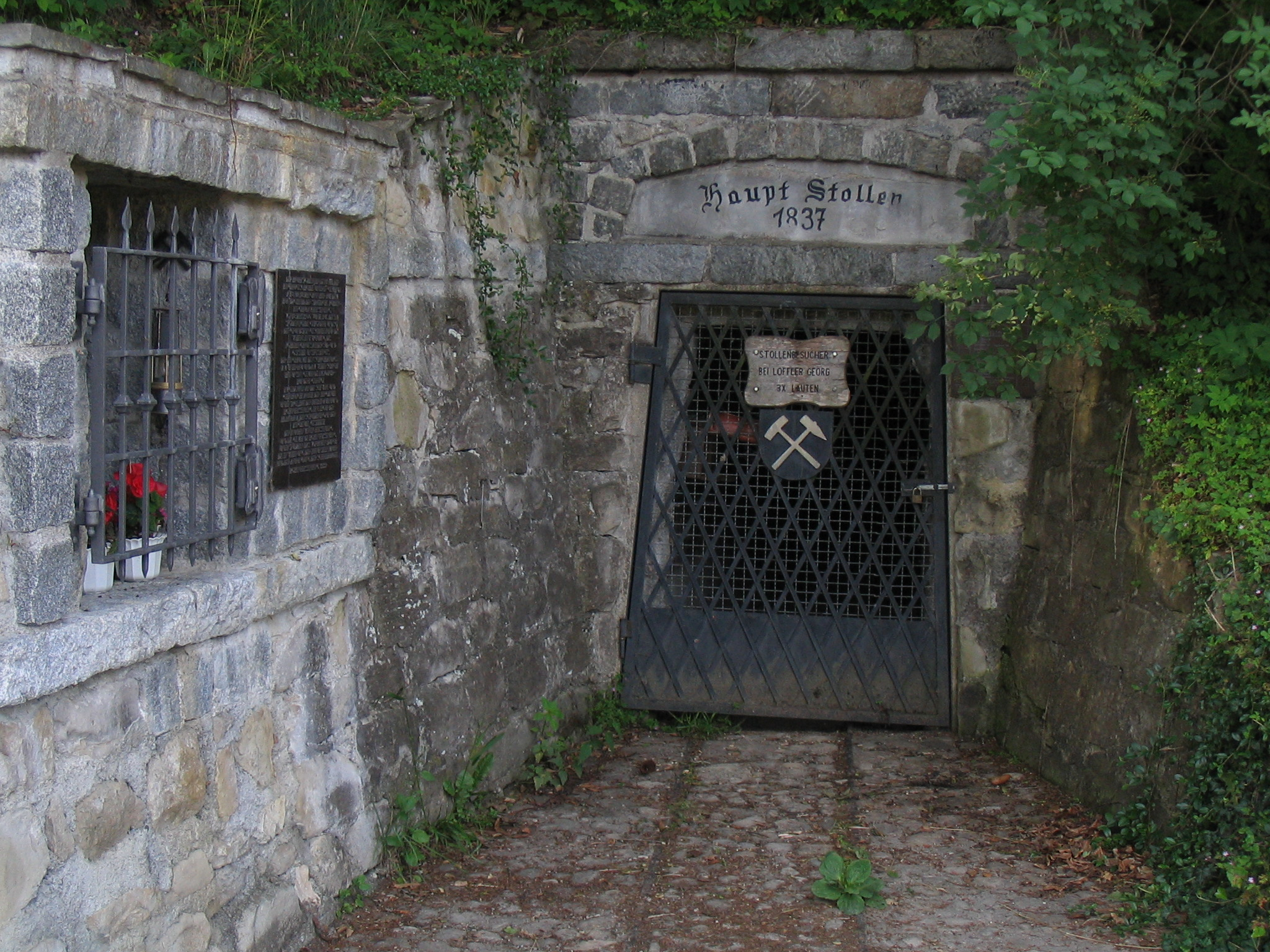
Der Hauptstollen im Ortsteil Brandach
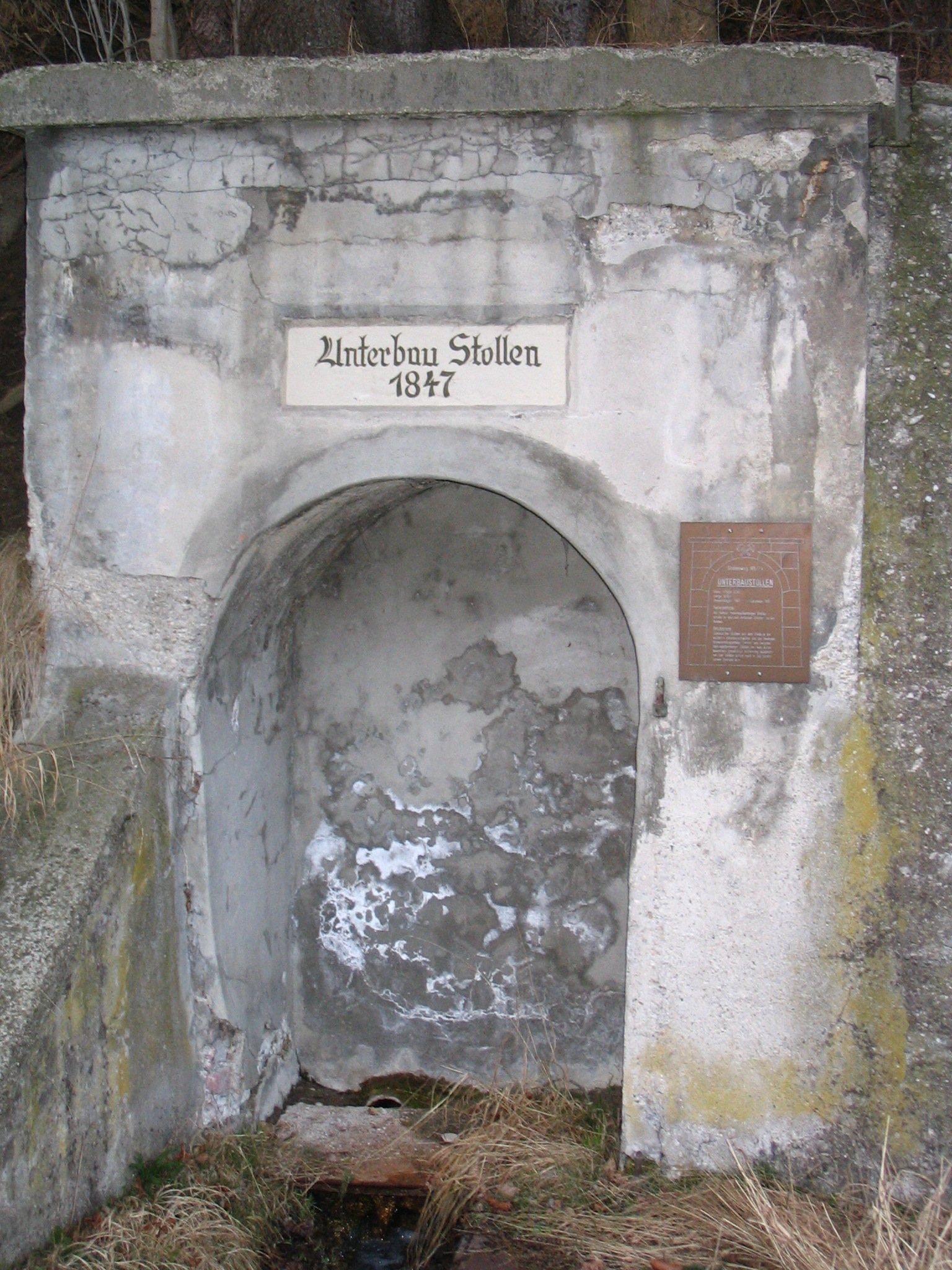
Unterbaustollen vor Umbau
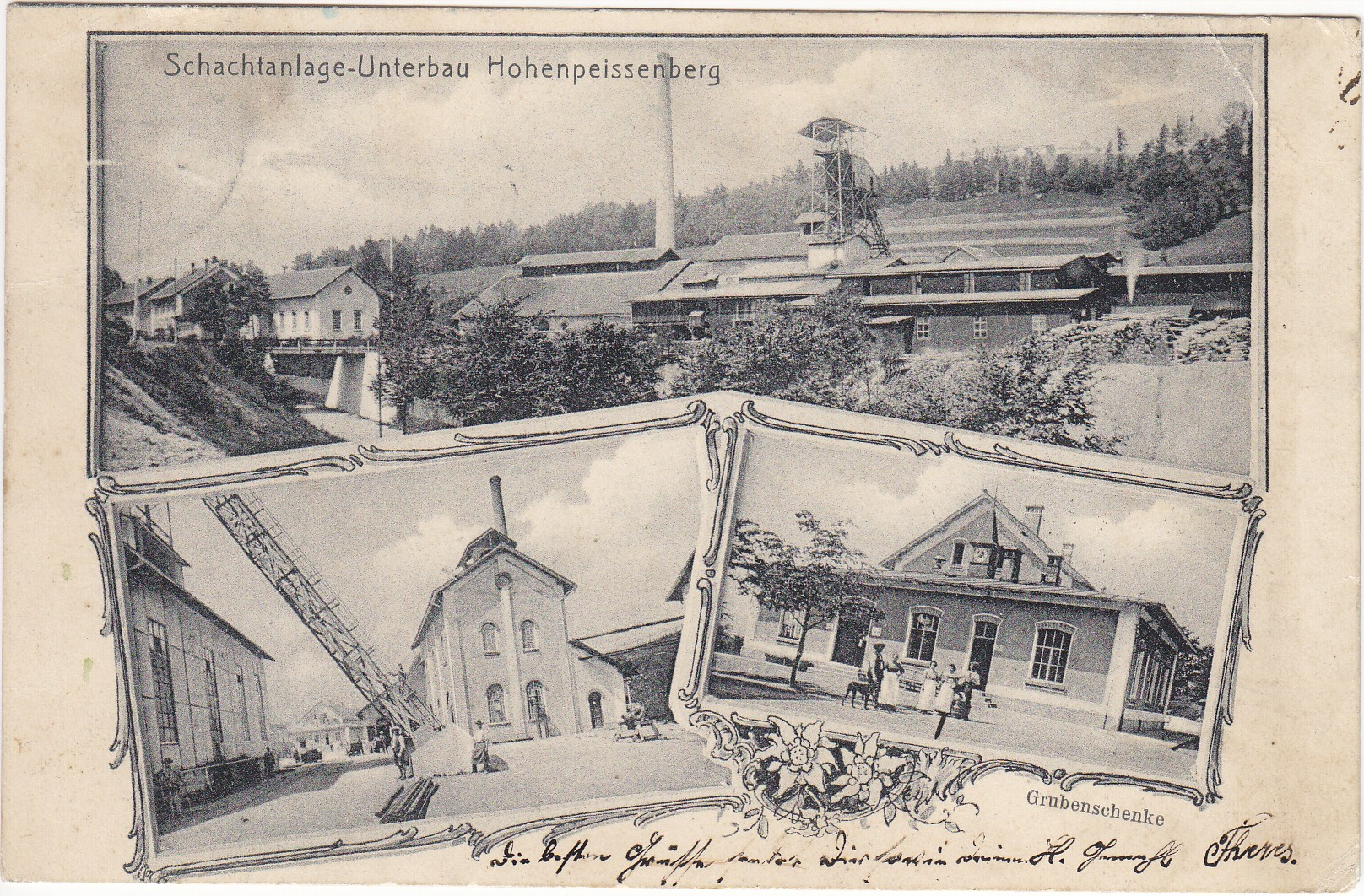
Schachtanlage Unterbau um etwa 1900
Alpenpanorama vom Hohen Peißenberg aus (Stich, 1908)
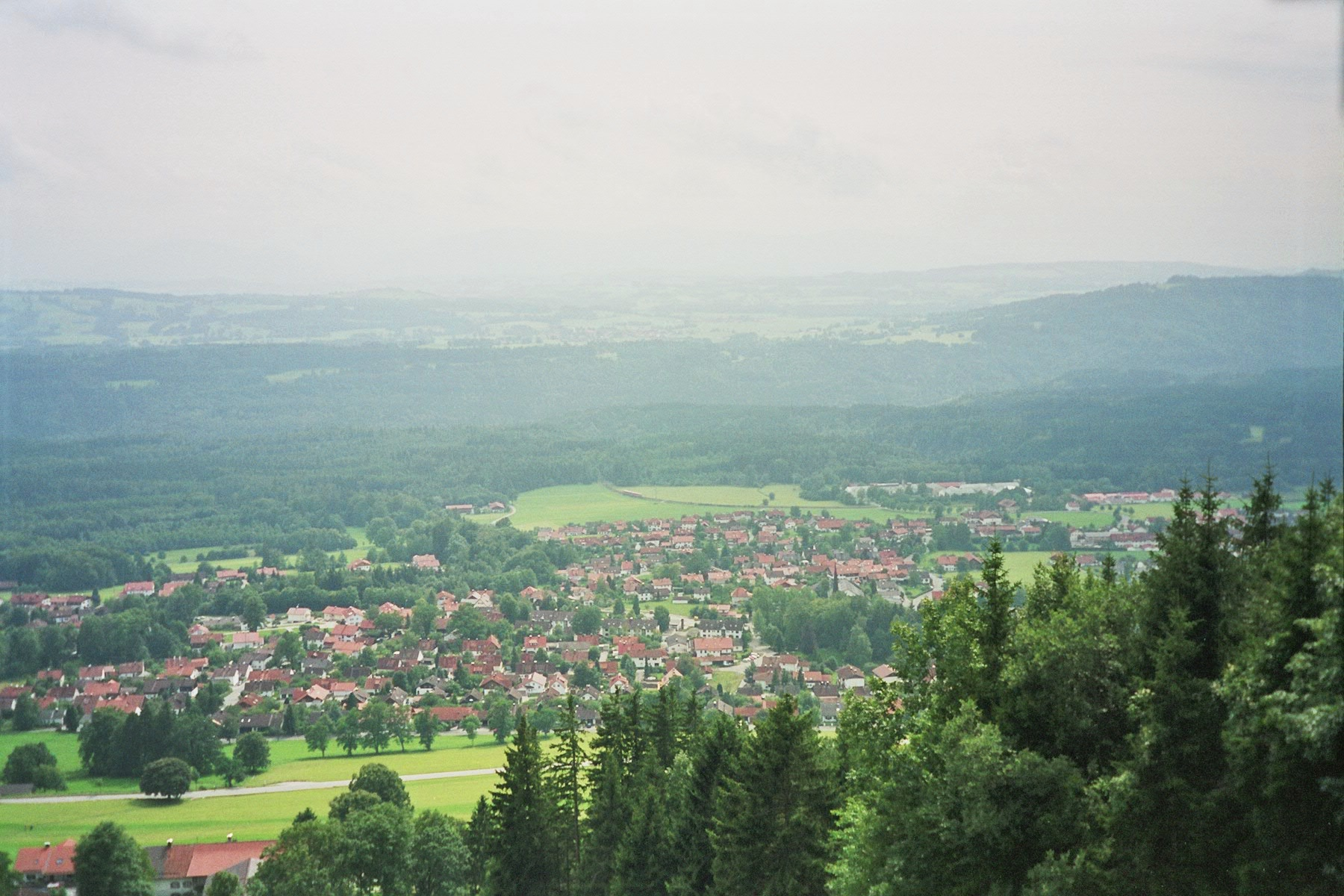
Der Blick auf Hohenpeißenberg vom Hohen Peißenberg aus. Blickrichtung: Nach Süden gegen die Alpen.
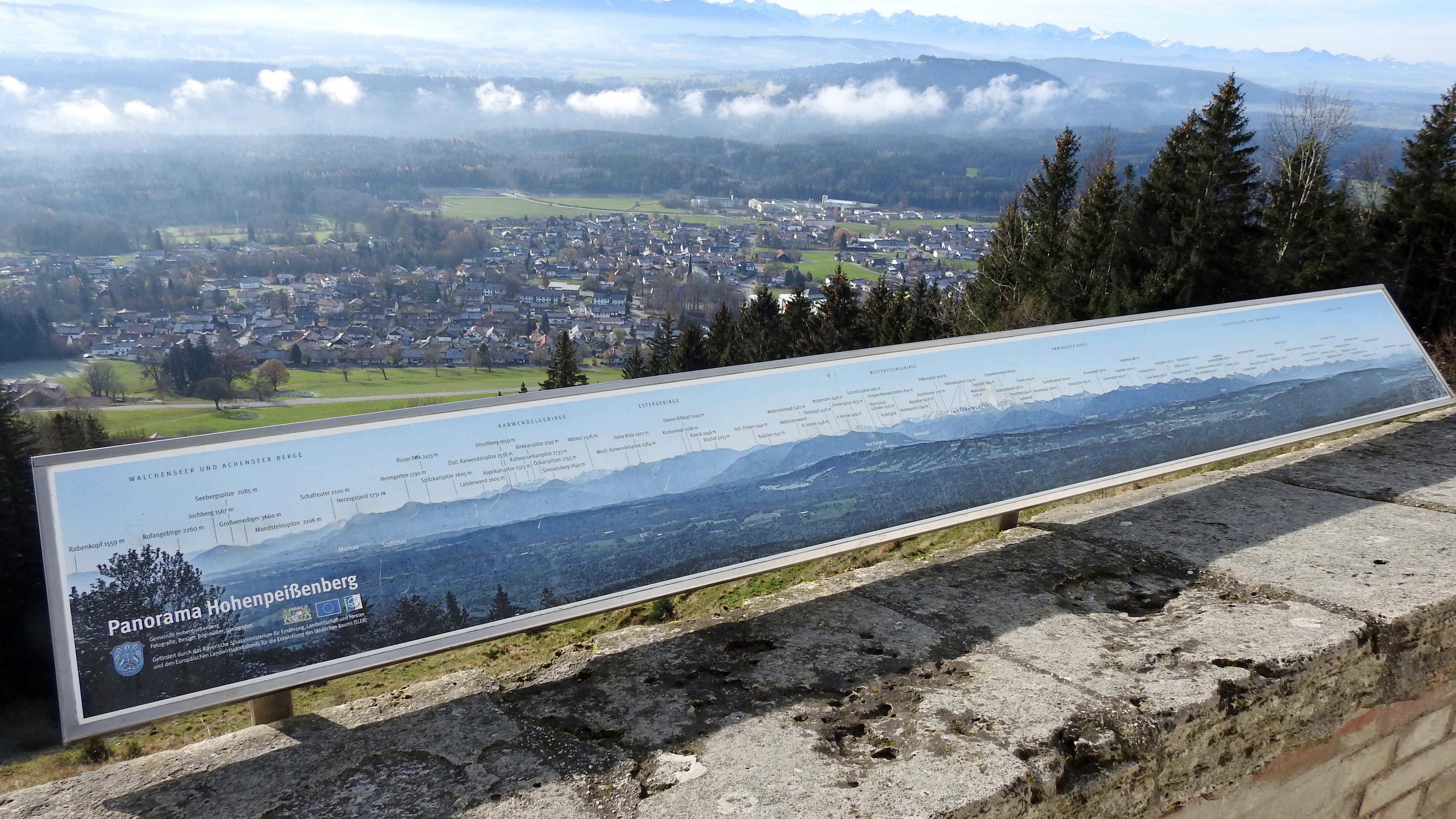
Panoramatafel Hohenpeißenberg
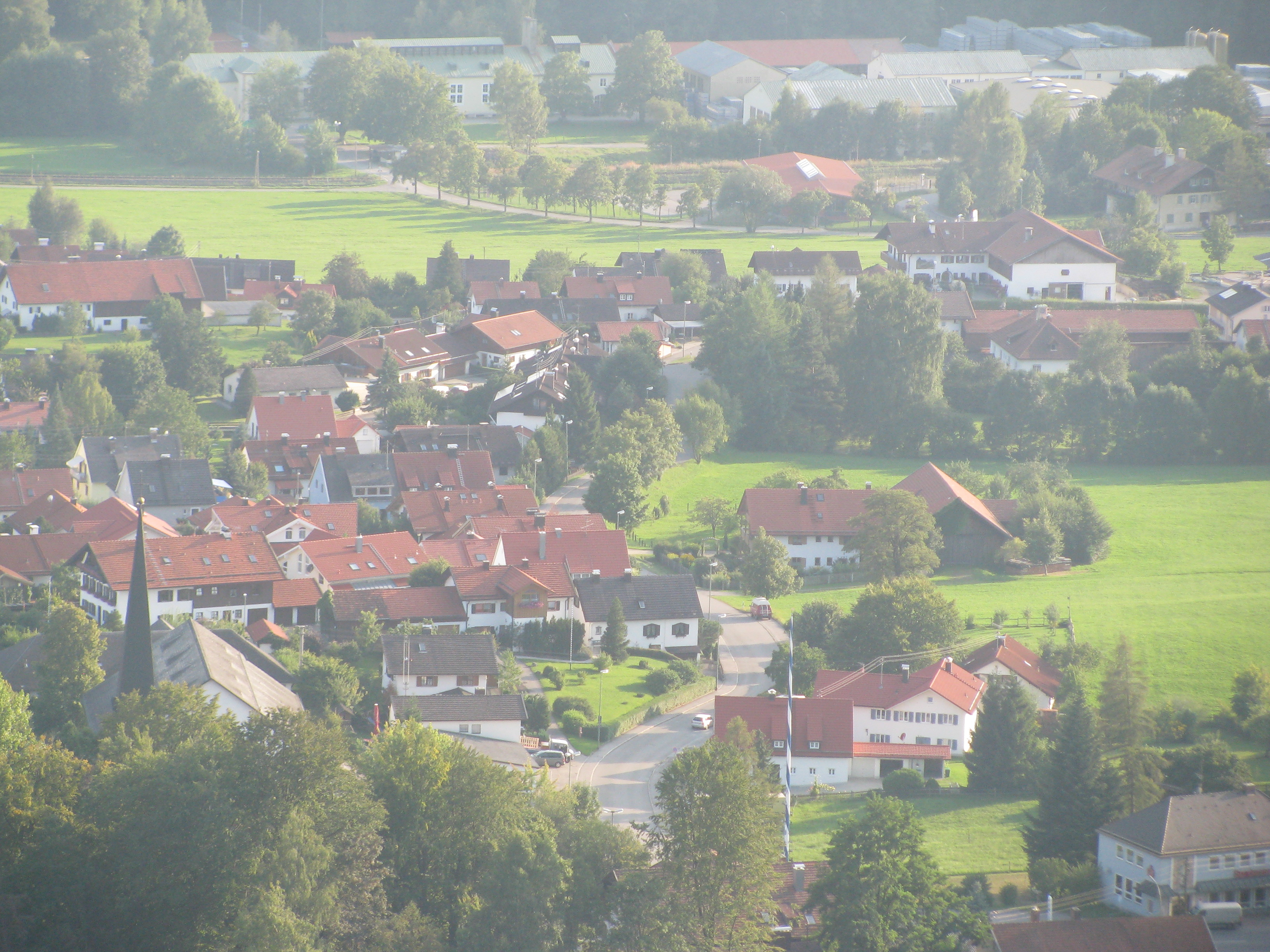
Blick auf die Bahnhofstraße
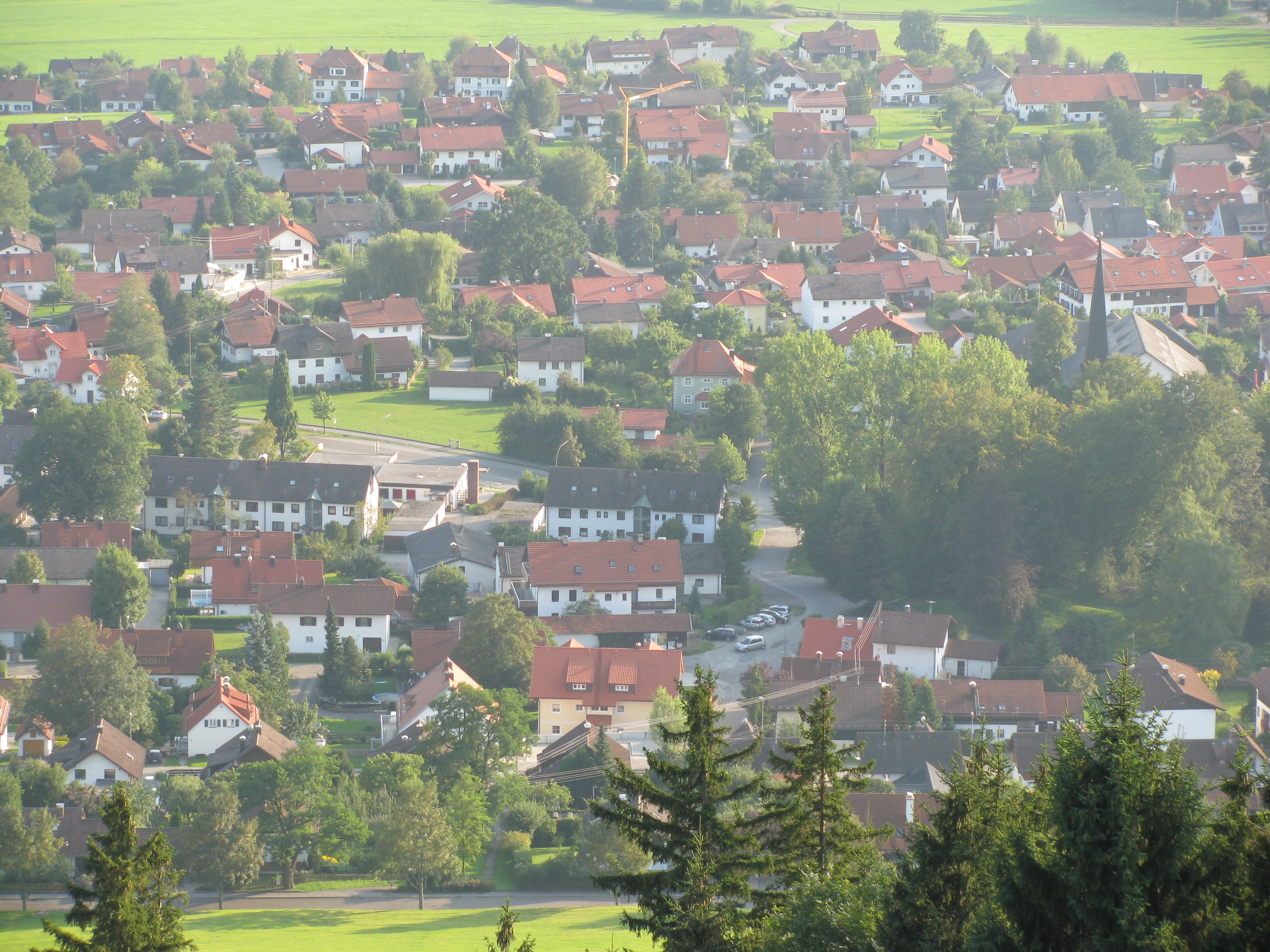
Ortsansicht von oben
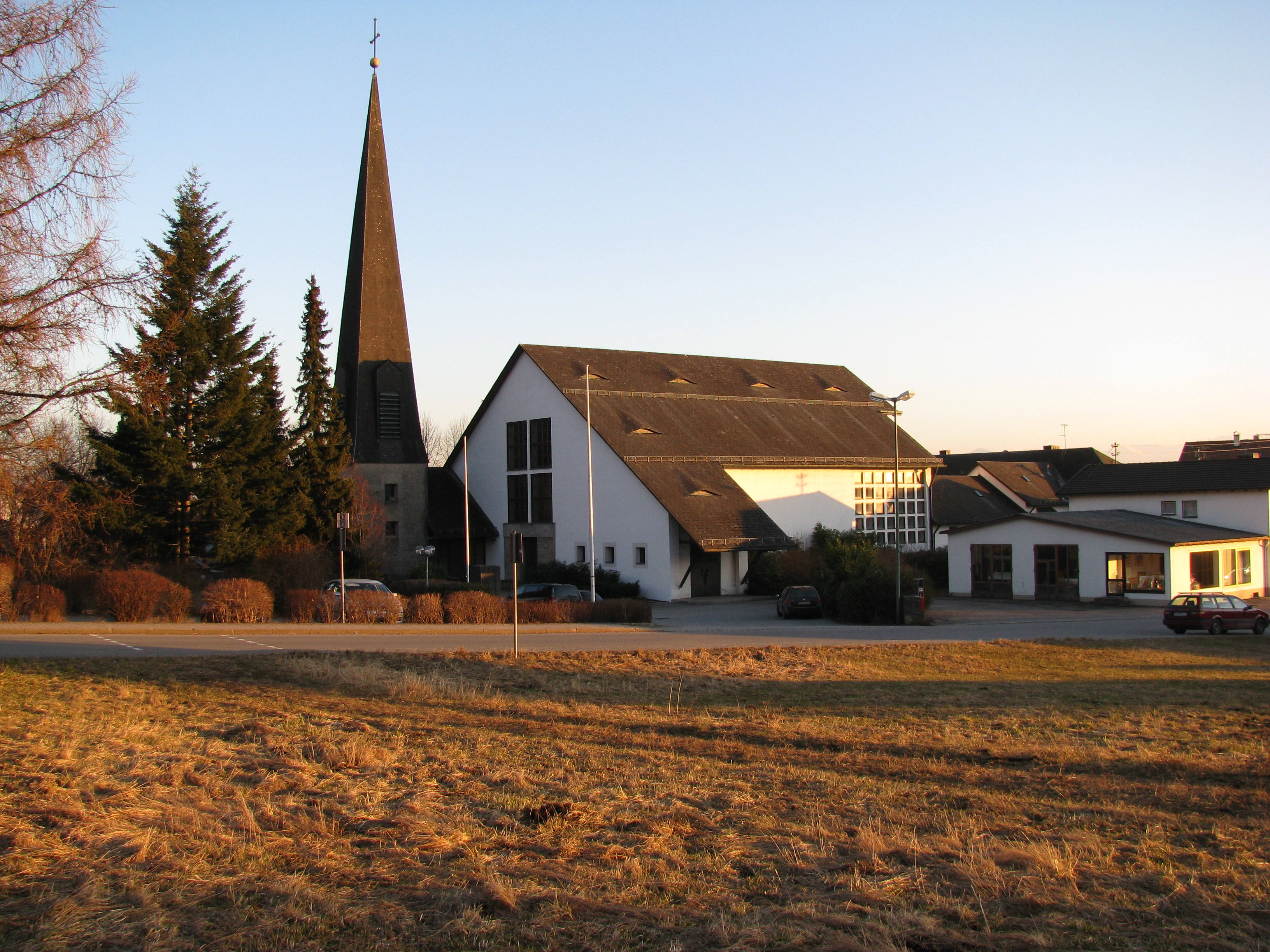
Neue Pfarrkirche

## Persönlichkeiten

### Ehrenbürger
- Anton Pröbstl (1872–1957), Bergmann, Bürgermeister und Abgeordneter im Landtag[32]
- Michael Zieglmeier (1874–1959), Oberbergdirektor[32]
- Bernhard Baur (1920–1995), Pfarrer der Gemeinde[32]

### Weitere mit dem Ort verbundene Persönlichkeiten
- Matthäus Günther (1705–1788), ein bedeutender Maler des Rokoko; er war in der Wallfahrtskirche Ministrant und malte die Fresken in der Gnadenkapelle
- Primus Koch (1752–1812), Augustiner-Chorherr, Lehrer, erster Gemeindepfarrer
- Albin Schwaiger (1758–1824), Augustiner-Chorherr, meteorologischer Observator und Forscher
- Karl Wilhelm Diefenbach (1851–1913), Maler und Lebensreformer; hatte am 10. Februar 1882 auf dem Hohenpeißenberg unter dem Eindruck des Sonnenaufgangs eine Vision, die sein weiteres kompromissloses Leben als Bahnbrecher einer neuen, ökologisch ausgerichteten Kultur prägten.
- Peter Graf (1874–1947), Politiker, Zweiter Bürgermeister der Gemeinde und Landtagsabgeordneter der BVP
- Hermann Kätelhön (1884–1940), Maler; er schuf unter anderem seine „Hohenpeißenberger Zeichnungen“ und war ein bedeutender „Bergbaumaler“ der 1930er Jahre[33]
- Hilger van Scherpenberg (1899–1969), Diplomat und Staatssekretär; er bewohnte ab 1937 den Hubertushof am Berg[34]
- Das Opernsänger-Ehepaar Ferdinand Frantz (1906–1959) und Helena Braun[35][36] (* 20. März 1903 in Düsseldorf[37], † 2. September 1990 in Sonthofen[37], Sopranistin) wohnte um 1950 im Ortsteil Klausen.[38]
- Jakob Mois (1907–1998), Seelsorger und Historiker
- Karl Manninger (1912–2002), Kirchenmaler; er malte 1987 das Deckengemälde in der Hetten-Kapelle[39]
- Christine Stadler (1922–2001), Bildhauerin und Keramikerin; sie schuf die Innenausstattung der neuen Pfarrkirche, auch das große Mosaik[40]
- Otto Schuster (* 1925), Journalist und Herausgeber
- Hubl Greiner (* 1955), Musiker
- Maximilian Nagl (* 1987), Motocrossfahrer; stammt aus Hohenpeißenberg[41]